# Aktaou
Aktaou (en kazakh : Ақтау ; en russe : Актау) est une ville portuaire du Kazakhstan située sur la rive orientale de la mer Caspienne, et la capitale administrative de la province de Manguistaou. Sa population s'élevait à 261 907 en 2022.
Entre 1964 et 1992, la ville portait le nom du poète ukrainien Chevtchenko.

## Géographie
En kazakh, Aktaou signifie « montagne blanche », ce nom faisant référence aux falaises qui surplombent la mer Caspienne. Elle est située dans une région aride, à 1 736 km au sud-ouest d'Astana, la capitale du Kazakhstan, et à 122 km au sud-est de Fort Chevtchenko.
Le climat est continental avec des hivers relativement froids (−4 °C en janvier) et des étés chauds (27 °C en juillet). Il tombe en moyenne 150 mm de précipitations par an.

### Climat
| Mois                  | jan.     | fév.      | mars      | avril     | mai       | juin      | jui.      | août      | sep.      | oct.      | nov.      | déc.      | année     |
| --------------------- | -------- | --------- | --------- | --------- | --------- | --------- | --------- | --------- | --------- | --------- | --------- | --------- | --------- |
| T. min. moy.          | −3,6     | −3        | 2,7       | 8,9       | 15,1      | 19,9      | 21,9      | 21,3      | 15,3      | 8,8       | 2         | −2,3      | 8,9       |
| T. moy. (°C)          | −1       | 0,2       | 6,1       | 12,4      | 18,8      | 24        | 26,4      | 25,6      | 19,9      | 12,9      | 5,3       | 0,5       | 12,6      |
| T. max. moy.          | 2        | 4,1       | 10,3      | 16,9      | 23,5      | 28,9      | 31,9      | 30,9      | 25,2      | 17,8      | 9,3       | 3,9       | 17,1      |
| Rec. de fr. date      | −24 1980 | −24 1976  | −17 1969  | −4,4 1987 | 3,2 1992  | 6,7 2018  | 10 1976   | 10 1975   | 0 1973    | −7 1987   | −16 1993  | −18 1993  | −24 1980  |
| Rec. de ch. date      | 16 1981  | 21,6 1996 | 25,1 2004 | 31 2014   | 39,5 2021 | 42,1 2020 | 41,6 2002 | 44,1 2015 | 39,2 2010 | 32,8 1992 | 22,3 2012 | 15,4 2010 | 44,1 2015 |
| Préc. (mm)            | 12       | 11        | 13        | 17        | 12        | 9         | 9         | 8         | 5         | 10        | 15        | 18        | 139       |
| Rec. de pl. (mm) date | 12 2002  | 28 2011   | 30 2017   | 36 2016   | 36 1981   | 51 1975   | 45 2021   | 27 1962   | 28 1972   | 41 1977   | 29 1981   | 35 1988   | 51 1975   |

| Diagramme climatique                                  |         |           |           |            |           |           |           |           |           |        |           |
| J                                                     | F       | M         | A         | M          | J         | J         | A         | S         | O         | N      | D         |
| 2−3,612                                               | 4,1−311 | 10,32,713 | 16,98,917 | 23,515,112 | 28,919,99 | 31,921,99 | 30,921,38 | 25,215,35 | 17,88,810 | 9,3215 | 3,9−2,318 |
| Moyennes : • Temp. maxi et mini °C • Précipitation mm |         |           |           |            |           |           |           |           |           |        |           |

## Démographie

### Évolution démographique
Depuis 1989, la population a évolué comme suit:
| Année | Population |
| ----- | ---------- |
| 1989  | 160 744    |
| 1999  | 143 396    |
| 2009  | 166 962    |
| 2012  | 177 703    |
| 2022  | 261 907    |

### Groupes ethniques
La composition ethnique de la population est la suivante :
| Nationalité | Nombre (1er janvier 2014) | Part % |
| ----------- | ------------------------- | ------ |
| Kazakhs     | 129 895                   | 70,53  |
| Russes      | 36 505                    | 19,82  |
| Azéris      | 5 091                     | 2,76   |
| Ukrainiens  | 1 979                     | 1,07   |
| Lezguiens   | 1 779                     | 0,97   |
| Tatars      | 1 485                     | 0,81   |
| Arméniens   | 1 038                     | 0,56   |
| Ouzbeks     | 961                       | 0,52   |
| Coréens     | 673                       | 0,37   |
| Tchétchènes | 631                       | 0,34   |
| Karakalpaks | 434                       | 0,24   |
| Géorgiens   | 356                       | 0,19   |
| Kirghizes   | 334                       | 0,18   |
| Allemands   | 285                       | 0,15   |
| Biélorusses | 240                       | 0,13   |
| Oudis       | 216                       | 0,12   |
| Ossètes     | 176                       | 0,10   |
| Autres      | 2 097                     | 1,14   |
| total       | 184 175                   | 100,00 |

## Transports
Le voyageur dispose de l'aéroport international d'Aktaou, de la gare ferroviaire et d'un port maritime. Le transport local se fait en bus et en taxi. Aktaou est sur la AH 81.
L'aéroport international d'Aktau a été construit en 1996. Le 25 décembre 2024, le vol Azerbaijan Airlines 8243 s'est écrasé à proximité.

## Histoire
Construite au début des années 1960, Aktaou n'a longtemps été qu'un campement pour ouvriers. À mesure que s'est intensifiée l'exploitation des matières premières de la péninsule du Mangystan et des rivages orientaux de la mer Caspienne, Aktaou s'est agrandi, a absorbé une mine d'uranium à ciel ouvert et la piste principale de l'ancien aéroport. Triste ensemble de barres d'immeubles de béton gris ponctué de temps à autre par des édifices pompeux de verre bleu et d'acier - les sièges des compagnies d'hydrocarbures et de leurs fournisseurs -, c'est une cité sans attrait, sinon celui de la proximité de la mer.
Aktaou subit une forte mutation à la suite de la découverte de fortes réserves de pétrole dans la mer Caspienne. Les ingénieurs soviétiques s'installèrent dans la ville et transforment la petite ville de province en une importante ville moderne. La ville prit un statut militaire ; les nouvelles rues n'avaient pas de noms mais seulement des numéros. L'avenue Lénine est la seule qui porte un nom.
En 1964, Aktaou fut renommée Chevtchenko en hommage au poète et héros national ukrainien Taras Chevtchenko, qui avait été envoyé en exil dans la région en raison de son combat politique progressiste dans les années 1850.
Après l'indépendance du Kazakhstan (en 1991), Aktaou retrouva son nom originel en 1992.

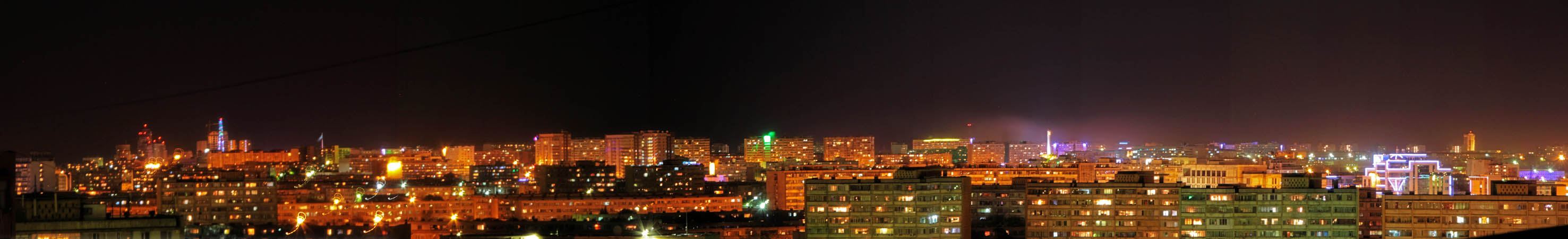
Vue nocturne d'Aktaou.

## Industrie nucléaire
Une mine d'uranium était exploitée à ciel ouvert à 30 km au nord-est de la ville d'Aktaou (Latitude : 43°51' Nord - Longitude : 51°22' Est). Entre 1973 et 1999, l'ancien réacteur nucléaire BN-350 fonctionna dans le complexe nucléaire d'Aktaou. Ce réacteur fournissait la ville d'Aktaou en électricité, produisait du plutonium et désalinisait l'eau de la mer Caspienne.
L'exploitation minière de l'uranium et les industries nucléaires associées ont décliné depuis les années 1990.

## Culte
- Sunnisme:
- Orthodoxe:
- Catholique: paroisse du Sacré-Cœur dépendant de l'administration apostolique d'Atyraou. Messe en anglais le dimanche à 10 heures et à 11 heures en russe[10].
- Il existe différentes églises protestantes à Aktaou, en particulier les Baptistes.

## Jumelages
- Atyraw (Kazakhstan)
- Poti (Géorgie)
- Gorgan (Iran)
- Bandar-e Anzali (Iran)
- Karamay (Chine)
- Constanța (Roumanie)
- Sumqayıt (Azerbaïdjan)
- Tcherkassy (Ukraine)
- Changwon (Corée du Sud)
- Samsun (Turquie)